# Corpul V Armată (1916-1918)
Corpul V Armată a fost o mare unitate de nivel operativ care s-a constituit la 27 august 1916, prin mobilizarea unităților existente la pace ale Corpului V Armată. Corpul a constituit rezerva generală a Armatei, la dispoziția Marelui Cartier General. La intrarea în război, Corpul V Armată a fost comandată de generalul de divizie Gheorghe Georgescu. Corpul V Armată a participat la acțiunile militare pe frontul românesc, în două perioade: 14/27 august - 27 septembrie/10 octombrie 1916 și  19 decembrie 1916/2 ianuarie 1917 - 28 octombrie/11 noiembrie 1918. În perioada 27 septembrie/10 octombrie 1916 - 19 decembrie 1916/2 ianuarie 1917, comandamentul Corpului V Armată a fost desființat.

## Ordinea de bătaie la mobilizare

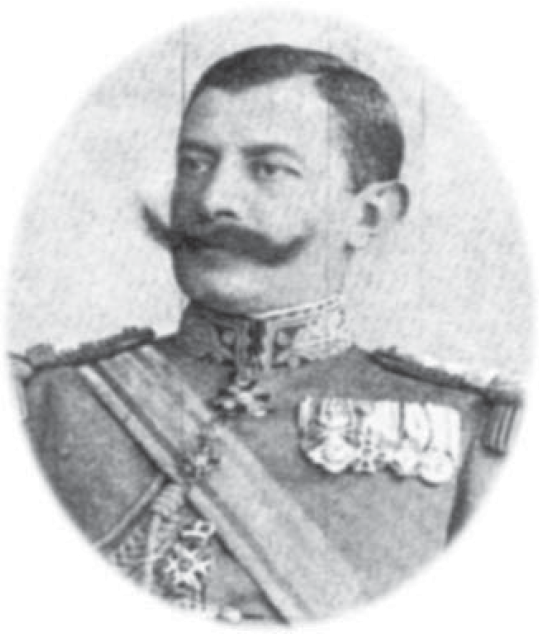
Generalul Gheorghe Georgescu, comandantul Corpului V Armată la începutul războiului

La declararea mobilizării, la 27 august 1916, Corpul V Armată avea următoarea ordine de bătaie:

Corpul V Armată
- Cartierul General al Corpului V Armată
- Divizia 10 Infanterie

- Regimentul 10 Vânători
- Brigada 19 Infanterie

- Regimentul V Ialomița No. 23
- Regimentul Petru Rareș No. 39

- Brigada 20 Infanterie

- Regimentul Tulcea No. 33
- Regimentul Neagoe Basarab No. 38

- Brigada 40 Infanterie

- Regimentul 73 Infanterie
- Regimentul 78 Infanterie

- Brigada 10 Artilerie

- Regimentul 3 Artilerie
- Regimentul 20 Artilerie

- Divizia 15 Infanterie

- Brigada 29 Infanterie

- Regimentul 74 Infanterie
- Regimentul 80 Infanterie

- Brigada 30 Infanterie

- Regimentul 75 Infanterie
- Regimentul 76 Infanterie

- Regimentul 25 Artilerie

- Serviciile Corpului V Armată

## Reorganizări pe perioada războiului
În anul 1917, Corpul V Armată s-a reorganizat în spatele frontului. Ordinea sa de bătaie era următoarea:

Corpul V Armată
- Cartierul General al Corpului V Armată
- Divizia 9 Infanterie
- Divizia 10 Infanterie
- Divizia 15 Infanterie

## Comandanți
Pe perioada desfășurării Primului Război Mondial, Corpul V Armată a avut următorii comandanți:
| Gradul             | Numele              | Perioada                             | Imagine |
| ------------------ | ------------------- | ------------------------------------ | ------- |
| General de divizie | Gheorghe Georgescu  | 15 august 1916 - 25 august 1916      |         |
| General de brigadă | Gheorghe Burghele   | 25 august 1916 - 27 septembrie 1916  |         |
| General de divizie | Ioan Istrate        | 19 decembrie 1916 - 17 ianuarie 1918 |         |
| General de divizie | Dumitru Stratilescu | 18 ianuarie 1918 - 24 mai 1918       |         |
| General de divizie | Ioan Istrate        | 24 mai 1918 - 1 septembrie 1918      |         |
| General de divizie | Ioan Pătrașcu       | 1 septembrie 1918 - 29 aprilie 1919  |         |